# Share-cropping
Share-cropping  är ett jordbrukssystem där markägare arrenderar ut en andel av sin mark till brukare i utbyte mot en del av skörden. Ofta brukas denna typ av system då markägaren ej har råd att betala arbetarna kontant. Det finns dock en hel del olika avtal och situationer som använder systemet och behöver inte alltid handla om samma omständigheter.
Brukarna kunde om de ville sälja vidare sin andel av skörden eller byta in den mot andra förnödenheter så länge de hade nog att kunna betala markägaren, annars blev de skuldsatta. Denna typ av överenskommelse var vanlig i USA:s söder inom bomulls- och tobaksodling.

## Historia
Share-cropping var ett mycket vanligt system i det koloniserade Afrika, i Storbritannien samt på Irland. Sydeuropa präglades även av share-cropping som där fick namnet metayage.
Efter det amerikanska inbördeskriget (1861–1865) och avskaffandet av slaveriet saknade många fria svarta mark och/eller pengar och många plantageägare stod utan arbetskraft. Detta ledde till att många före detta slavar var tvungna att fortsätta jobba på de plantager de tidigare varit förslavade på. Några jobbade som förvärvsarbetare (jobb i utbyte mot lön) medan andra tillämpade share-cropping.
Det blev det mest populära arbetssystemet i södern då många markägare hade det svårt ekonomiskt och då slapp betala kontant. Som hjälpmedel hade brukarna de djur och maskiner som markägaren tillhandahöll.
Hus på ägorna var ofta uthyrda till brukarna som lämnades med stora skulder till plantageägarna om det var ett dåligt år för grödorna. Om det var flera dåliga år på raken kunde arrendatorerna hållas i ekonomisk osäkerhet, så kallat skuldslaveri. Markägarna tillämpade även stränga kontrakt som begränsade arbetarnas frihet, såsom förbud mot förvarande av fröer från skörden till nästa års utsäde. De tvingades därför att införskaffa utsäde från markägaren vilket ytterligare skuldsatte dem.
Ekonomiskt instabila markägare kunde kort efter inbördeskriget hyra ut sin mark till afroamerikanska sharecroppers, försäkra arbetskraft och skuld och sedan driva ut dem innan det var dags för skörd. Det var högst osannolikt att detta skulle få påföljder då det ännu inte fanns lagar som skyddade den svarta befolkningen.
Som följd av den stora depressionen sjönk priset och efterfrågan på bomull radikalt, trots det fortsatte överproduktionen i södern. År 1933 erbjöds markägarna pengar av staten i utbyte mot en lägre produktion av bomull, detta för att driva upp priset. Många tog pengarna och lät marken ligga i träda. Flera plantageägare investerade pengarna i automatisering som skulle minska kostnaden för arbetskraft. Detta i samband med den minskade produktionen lämnade många sharecroppers utan jobb och i fattigdom.

## Share-cropping idag
Efter industrialiseringen (1940-talet) och bättre betalda jobb började sharecropping successivt försvinna från USA. Systemet lever dock kvar i feodala samhällen.
Länder som Ghana, Zimbabwe, Indien, Pakistan och Bangladesh praktiserar fortfarande modellen.